# Microsoft Expression Web
Microsoft Expression Web (codenaam Quartz) is een wysiwyg-HTML-editor en websitebeheerprogramma van Microsoft voor het Windows-besturingssysteem. Dit is een opvolger van Microsoft Office FrontPage 2003.
Microsoft Expression Web is doorgaans verkrijgbaar in de Microsoft Expression Studio-suite dat sinds 2005 bestaat en is alleen in het Engels te verkrijgen. Expression Web kan webpagina's ontwikkelen en ontwerpen, waarbij gebruik wordt gemaakt van XML, CSS 2.1, ASP.NET of ASP.NET AJAX, XHTML, XSLT, PHP en JavaScript. De meest recente versie is Microsoft Expression Web 4.

## Geschiedenis

### Microsoft Expression Web
Op 14 mei 2006 lanceerde Microsoft de eerste Community Technology Preview (CTP)-versie van Expression Web. Op 5 september 2006 werd de eerste bètaversie gelanceerd. De grootste veranderingen ten opzichte van de CTP 1 was dat de meeste functies en niet-standaardtoepassingen die voorheen bij FrontPage gebruikt werden, werden verwijderd. Nieuw was een betere ondersteuning voor de webstandaard, nadat voorganger FrontPage erg veel kritiek op kreeg op de slechte toepassing daarvan. De release to manufacture (RTM)-versie was beschikbaar op 4 december 2006. 

### Microsoft Expression Web 2
Microsoft Expression Web 2 werd in 2008 gelanceerd. Expression Web 2 biedt basisondersteuning voor PHP en Silverlight. In deze versie werden de webstandaarden beter ondersteund.

### Microsoft Expression Web 3
In 2009 werd Microsoft Expression Web 3 gelanceerd. Deze meer geavanceerde editie, kreeg een vernieuwde grafische interface. Dit werd gerealiseerd met de Windows Presentation Foundation. Overigens gold hetzelfde voor de overige programma's binnen de Expression Suite. Nieuw bij Expression Web 3 was het gebruik van de tool SuperPreview, waarmee een webpagina in verschillende webbrowsers naast elkaar kan worden weergegeven ter vergelijking. Expression Web 3 had echter het gebrek aan ondersteuning bij zogeheten "rootlinks". Dit zijn links die beginnen met een "/", om naar de root (hoogste niveau in boomstructuur) te verwijzen. Dit probleem werd verholpen met de komst van Expression 3 Service Pack 1.

### Microsoft Expression Web 4
Microsoft Expression Web 4 werd op 7 juni 2010 gelanceerd. Een optie voor HTML-add-ins en toegang tot een webgebaseerde SuperPreview-functionaliteit werd toegevoegd, zodat pagina's getest kunnen worden op browsers die niet op elk besturingssysteem kan worden geïnstalleerd (zoals Mac OS X- of Linux-browsers). Microsoft Expression Web 4 biedt tevens een SEO Checker, dat helpt bij het optimaliseren van de zelfgemaakte webpagina's, zodat ze bij zoekmachines hoog worden geïndexeerd.
In maart 2011 werd Microsoft Expression Web 4 Service Pack 1 gelanceerd, waarbij er betere ondersteuning kwam voor HTML5, CSS 3 en PHP IntelliSense. Microsoft Expression Web Service Pack 2 werd in juli 2011 gelanceerd. Microsoft Expression Web 4 Service Pack 2 (SP2) bevat onder andere verbeteringen in ondersteuning voor jQuery.

## Releases
| Versie en Build         | Datum           |
| ----------------------- | --------------- |
| 4017.1004 CTP 1         | 14 mei 2006     |
| 4518 RTM                | 4 december 2006 |
| 2008.1200.4518.1084 RTM | 1 mei 2008      |
| 4.0.1165.0 RTM          | 7 juni 2010     |